# Herege (filme)
Heretic (bra/prt: Herege) é um filme americano de terror de 2024 escrito e dirigido por Scott Beck e Bryan Woods. É estrelado por Sophie Thatcher e Chloe East como duas missionárias mórmons que tentam converter um homem recluso (Hugh Grant), mas percebem que ele é mais perigoso do que parece.
Heretic estreou no Festival Internacional de Cinema de Toronto em 8 de setembro de 2024, e foi lançado nos Estados Unidos pela A24 em 8 de novembro. Recebeu críticas positivas dos críticos e arrecadou 44,2 milhões de dólares em todo o mundo até o momento. Grant recebeu indicações para Melhor Ator no Golden Globes e no Critics' Choice Awards. Beck e Woods receberam uma indicação ao Independent Spirit Awards para o Melhor Roteiro.

## Elenco
- Hugh Grant como Mr. Reed[5]
- Sophie Thatcher como Sister Barnes[5]
- Chloe East como Sister Paxton[5]
- Topher Grace como Elder Kennedy[6]
- Elle Young como Profetisa[7]

## Produção
Em junho de 2023, foi relatado que Scott Beck e Bryan Woods escreveram e dirigiriam o filme para A24. Hugh Grant e Chloe East foram escalados para papéis principais, com Sophie Thatcher se juntando mais tarde. Beck e Woods disseram que o filme foi inspirado nos filmes Contact e Inherit the Wind, como filmes que discutem a religião seriamente, mas "em uma espécie de contexto de filme de pipoca". A escrita do filme foi motivada pela morte do pai de Woods de câncer de esôfago e pelas perguntas que ele levantava sobre o que acontece após a morte. Querendo garantir que os personagens missionários fossem tão genuínos e autênticos quanto possível e não clichês, os cineastas consultaram vários amigos mórmons durante a escrita e produção, bem como Thatcher e East, que são ex-mórmons.
A produção recebeu um acordo provisório permitindo as filmagens durante a greve da SAG-AFTRA de 2023. Com um orçamento de menos de 10 milhões de dólares, As gravações ocorreram em Vancouver de 3 de outubro a 16 de novembro de 2023. O filme foi filmado em ordem cronológica.
Thatcher executa uma versão cover de "Knockin' on Heaven's Door", que toca nos créditos finais.

## Lançamento
Heretic estreou no Festival Internacional de Cinema de Toronto em 8 de setembro de 2024. O filme estava programado para ser lançado nos cinemas nos Estados Unidos em 15 de novembro de 2024, antes de ser transferido para 8 de novembro. Foi lançado no Reino Unido e na Irlanda uma semana antes, em 1º de novembro.

## Recepção

### Bilheteria
Heretic arrecadou 27,8 milhões de dólares nos Estados Unidos e Canadá, e 16,4 milhões de dólares em outros territórios, para um total mundial de 44,2 milhões de dólares.
Nos Estados Unidos e no Canadá, Heretic foi lançado junto com The Best Christmas Pageant Ever, Elevation, Weekend in Taipei e a ampla expansão de Anora, e foi projetado para arrecadar cerca de 8 milhões de dólares de 3 221 cinemas em seu fim de semana de abertura. O filme arrecadou 4,3 milhões de dólares em seu primeiro dia, incluindo 1,2 milhão de dólares nas prévias de quinta-feira à noite. Ele estreou com 11 milhões de dólares, terminando em segundo lugar atrás do remanescente Venom: The Last Dance. O filme arrecadou 5 milhões de dólares em seu segundo fim de semana (uma queda de 54,1%), e depois 2,2 milhões de dólares em seu terceiro, terminando em quarto e sétimo lugar, respectivamente.

### Resposta da crítica
No site agregador de críticas Rotten Tomatoes, 91% das 250 avaliações dos críticos são positivas, com uma classificação média de 7.4/10. O consenso do site afirma: "Hugh Grant se diverte contagiante jogando contra o tipo em Heretic, um horror religioso que prega o evangelho dos calafrios cerebrais sobre choques baratos." O Metacritic, que usa uma média ponderada, atribuiu ao filme uma pontuação de 71 em 100, baseado em 49 críticos, indicando críticas "geralmente favoráveis". O público pesquisado pelo CinemaScore deu ao filme uma nota média de "C+" em uma escala de A+ a F, enquanto os pesquisados por PostTrak deram uma pontuação positiva geral de 70%. O Metacritic, que usa uma média ponderada, atribuiu ao filme uma pontuação de 71 em 100, baseado em 49 críticos, indicando críticas "geralmente favoráveis". O público pesquisado pelo CinemaScore deu ao filme uma nota média de “C+” em uma escala de A+ a F, enquanto os entrevistados pelo PostTrak deram a ele uma pontuação positiva geral de 70%.

#### Resposta da Igreja SUD
Vários mórmons e ex-mórmons elogiaram o filme por seu retrato realista e diferenciado do Mormonismo. A Igreja de Jesus Cristo dos Santos dos Últimos Dias divulgou uma declaração condenando o retrato do filme da violência contra a mulher e publicou um artigo sobre segurança missionária, destinado a "auxiliar jornalistas e o público com perguntas e preocupações sobre a segurança e o bem-estar dos missionários".

### Prêmios
| Prêmio                                            | Data de cerimônia       | Categoria                                                               | Indicado                                     | Resultado | Ref    |
| ------------------------------------------------- | ----------------------- | ----------------------------------------------------------------------- | -------------------------------------------- | --------- | ------ |
| Astra Film Awards                                 | 8 de dezembro de 2024   | Melhor Filme de Terror ou Suspense                                      | Heretic                                      | Indicado  | [ 27 ] |
| Astra Film Awards                                 | 8 de dezembro de 2024   | Melhor Performance em um Terror ou Suspense                             | Hugh Grant                                   | Indicado  | [ 27 ] |
| Michigan Movie Critics Guild Awards               | 9 de dezembro de 2024   | Melhor ator                                                             | Hugh Grant                                   | Indicado  | [ 28 ] |
| Las Vegas Film Critics Society Awards             | 9 de dezembro de 2024   | Melhor ator                                                             | Hugh Grant                                   | Indicado  | [ 29 ] |
| Las Vegas Film Critics Society Awards             | 9 de dezembro de 2024   | Melhor Filme de Terror/Ficção-científica                                | Heretic                                      | Indicado  | [ 29 ] |
| Phoenix Critics Circle Awards                     | 12 de dezembro de 2024  | Melhor Filme de Terror                                                  | Heretic                                      | Indicado  | [ 30 ] |
| St. Louis Film Critics Association Awards         | 15 de dezembro de 2024  | Melhor Filme de Terror                                                  | Heretic                                      | Indicado  | [ 31 ] |
| St. Louis Film Critics Association Awards         | 15 de dezembro de 2024  | Melhor Ator                                                             | Hugh Grant                                   | Indicado  | [ 31 ] |
| Dallas–Fort Worth Film Critics Association Awards | 18 de dezembro de 2024  | Melhor Ator                                                             | Hugh Grant                                   | 5º Lugar  | [ 32 ] |
| Philadelphia Film Critics Circle Awards           | 21 de dezembro de 2024  | Melhor Ator                                                             | Hugh Grant                                   | 5º Lugar  | [ 33 ] |
| Online Association of Female Film Critics Awards  | 23 de dezembro de 2024  | Melhor Ator                                                             | Hugh Grant                                   | Indicado  | [ 34 ] |
| Golden Globe Awards                               | 5 de janeiro de 2025    | Melhor Ator em um Filme - Musical ou Comédia                            | Hugh Grant                                   | Indicado  | [ 35 ] |
| Austin Film Critics Association Awards            | 6 de janeiro de 2025    | Melhor ator                                                             | Hugh Grant                                   | Indicado  | [ 36 ] |
| Alliance of Women Film Journalists Awards         | 7 de janeiro de 2025    | Melhor Ator                                                             | Hugh Grant                                   | Indicado  | [ 37 ] |
| Utah Film Critics Association Awards              | 11 de janeiro de 2025   | Melhor Performance em um Filme de Ficção Científica, Fantasia ou Terror | Hugh Grant                                   | Indicado  | [ 38 ] |
| Satellite Awards                                  | 26 de janeiro de 2025   | Melhor Ator - Filme de Drama                                            | Hugh Grant                                   | Indicado  | [ 39 ] |
| Critics' Choice Movie Awards                      | 7 de fevereiro de 2025  | Melhor Ator                                                             | Hugh Grant                                   | Indicado  | [ 40 ] |
| Artios Awards                                     | 12 de fevereiro de 2025 | Melhor Casting - Estúdio ou Filme Independente (Comédia)                | Carmen Cuba, Charley Medigovich, Tiffany Mak | Indicado  | [ 41 ] |
| Society of Composers & Lyricists Awards           | 12 de fevereiro de 2025 | Melhor Trilha Sonora Original para um Filme Independente                | Chris Bacon                                  | Indicado  | [ 42 ] |
| BAFTA                                             | 16 de fevereiro de 2025 | Melhor Ator                                                             | Hugh Grant                                   | Indicado  | [ 43 ] |
| Independent Spirit Awards                         | 22 de fevereiro de 2025 | Melhor Roteiro                                                          | Scott Beck e Bryan Woods                     | Pendente  | [ 44 ] |